# Region Kayes
Region Kayes – jeden z 8 regionów w Mali, znajdujący się w zachodniej części kraju.

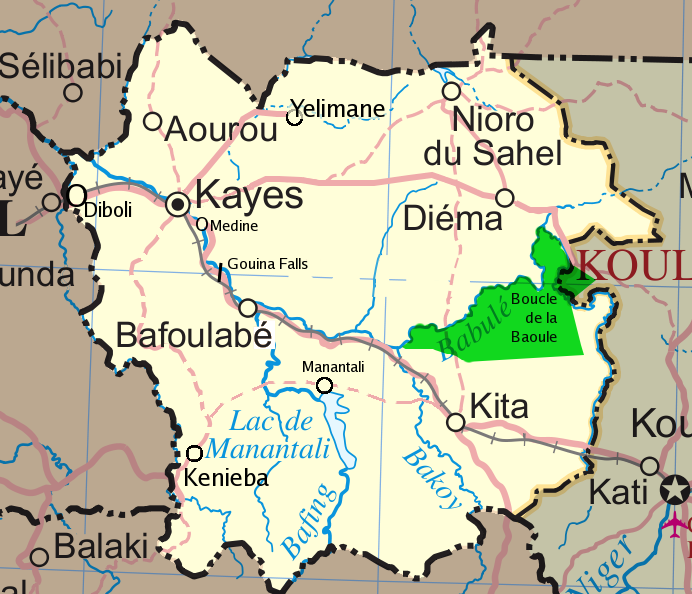
Mapa regionu Kayes; na zielono zaznaczono Park Narodowy Boucle du Baoulé